# كسينيا سيزر
كسينيا سيزر (بالروسية: Ксения Цезар)‏ هي مدربة تزلج روسية، (و. 1889 – العقد 1940 م).